# Gordon Moore
Gordon Earle Moore (San Francisco, 1929. január 3. – Waimea, 2023. március 24.) amerikai üzletember, mérnök, az Intel Corporation társalapítója és tiszteletbeli elnöke. Ő fogalmazta meg a Moore-törvényt, azt a megfigyelést, hogy egy integrált áramkörben (IC) a tranzisztorok száma körülbelül kétévente megduplázódik.
Moore nettó vagyonát 2023 februárjában 7 milliárd amerikai dollárra becsülték.

## Tanulmányai
Moore a kaliforniai San Franciscóban született, és a közeli Pescaderóban nőtt fel, ahol apja a megye seriffje volt. Két évig a San José Állami Egyetemen tanult, mielőtt átiratkozott a Kaliforniai Egyetemre, a Berkeley-re, ahol 1950-ben kémia szakon szerzett diplomát.
1950 szeptemberében Moore beiratkozott a California Institute of Technology-ra. A Caltech-en Moore fizikát tanult mellékszakon, majd 1954-ben kémiából doktorált. 1953 és 1956 között Moore posztdoktori kutatásokat végzett a Johns Hopkins Egyetem Alkalmazott Fizikai Laboratóriumában.

## Tudományos karrier

### Fairchild Félvezető Laboratórium
Moore csatlakozott az MIT és a Caltech öregdiákjához, William Shockley-hoz a Beckman Instruments Shockley Semiconductor Laboratory részlegénél, de az "áruló nyolcakkal" együtt távozott, amikor Sherman Fairchild beleegyezett, hogy támogassa őket, és létrehozta a befolyásos Fairchild Semiconductor vállalatot.

## Moore törvénye
1965-ben Moore a Fairchild Semiconductor kutatási és fejlesztési (K+F) igazgatójaként dolgozott. Az Electronics Magazine arra kérte, hogy jósolja meg, mi fog történni a félvezető alkatrésziparban a következő tíz évben. Egy 1965. április 19-én megjelent cikkében Moore megjegyezte, hogy az alkatrészek (tranzisztorok, ellenállások, diódák vagy kondenzátorok) száma egy sűrű integrált áramkörben körülbelül minden évben megduplázódott, és azt feltételezte, hogy ez legalább a következő tíz évben így fog folytatódni. Az előrejelzés ütemét 1975-ben körülbelül kétévenkénti ütemre módosította. 1975-ben Carver Mead népszerűsítette a "Moore-törvény" kifejezést. Az előrejelzés a félvezetőiparban a miniatürizálás céljává vált, és a technológiai változások számos területén széleskörű hatást gyakorolt.

## Intel Corporation
1968 júliusában Robert Noyce és Moore megalapította az NM Electronicsot, amelyből később az Intel Corporation lett. 1975-ig, amikor is elnök lett, Moore ügyvezető alelnökként dolgozott.
1979 áprilisában Moore lett az elnök-vezérigazgató, és ezt a pozíciót 1987 áprilisáig töltötte be, amikor is elnök lett. 1997-ben emeritus elnökké nevezték ki. Noyce, Moore, majd később Andrew Grove alatt az Intel úttörő szerepet játszott új technológiák kifejlesztésében a számítógépes memória, az integrált áramkörök és a mikroprocesszorok tervezése területén. 2022. április 11-én az Intel átnevezte alapítójáról Gordon Moore Parknak a fő oregoni telephelyét, a Ronler Acres campus-t Hillsboróban, és a korábban RA4 néven ismert épületet Moore Center-nek.